# SC Freamunde
Sport Clube Freamunde is een Portugese voetbalclub uit Freamunde. De club werd opgericht in 1933. De thuiswedstrijden worden in het Complexo Desportivo S.C. Freamunde gespeeld, dat plaats biedt aan 5.000 toeschouwers. De clubkleuren zijn blauw-wit.

## Erelijst
- Tweede divisie

Winnaar (1): 2007
- Tweede divisie (Afdeling Noord)

Winnaar (1): 1999
- Derde divisie

Winnaar (1): 1998

## Eindklasseringen
| Seizoen   | № | Clubs | Divisie      | Duels | Winst | Gelijk | Verlies | Doelsaldo | Punten | Tsch |
| --------- | - | ----- | ------------ | ----- | ----- | ------ | ------- | --------- | ------ | ---- |
| 2015–2016 | 5 | 24    | Segunda Liga | 46    | 20    | 14     | 12      | 52–36     | 74     | 930  |

## Bekende (oud-)spelers
- José Bosingwa
- Vitorino Antunes